# 西念未彩
西念 未彩（さいねん みあ、1993年6月22日 - ）は、東京都出身のタレント。身長156cm、血液型はA型。ハロー!プロジェクトに所属するハロプロエッグの一人。

## 略歴
- 2004年、ハロプロ エッグ オーディション2004に合格し、ハロプロエッグの一員となる。
- 2006年9月25日、「江戸から着信!?〜タイムスリップto圏外!〜」の演劇出演に伴い、公式ブログ開設（澤田由梨、湯徳歩美、北原沙弥香との共有、同年11月21日付まで）。
- 2007年9月27日、「リバース!〜私の体どこですか?〜」の演劇出演に伴い、公式ブログ開設（森咲樹、湯徳歩美、古峰桃香、和田彩花との共有）。

## 人物
- 公式ニックネームは「さいねん」。その他の愛称は「みあ」。ゲキハロ出演時の公式ブログでのニックネームは「MIA」だった。
- 妹は、元女優の西念未優。

## 出演

### 舞台
- 劇団ゲキハロ旗揚げ公演「江戸から着信!?〜タイムスリップto圏外!〜」（2006年11月1日 - 12日、シアターグリーン）[2]
- 劇団ゲキハロ第3回公演「リバース!〜私の体どこですか?〜」（2007年11月3日 - 11日、サンシャイン劇場）[3]
- 凛として!（2009年11月4日 - 8日、シアターグリーン）[4]庄司珠緒 役

### コンサート
- Hello! Project 2005 Winter 〜A HAPPY NEW POWER! 紅組〜（2005年1月） - バックダンサー
- Hello! Project 2006 Winter 〜ワンダフルハーツ〜（2006年1月） - バックダンサー
- Hello! Project 2006 Summer 〜ワンダフルハーツランド〜（2006年7月） - バックダンサー
- Hello! Project 2007 Winter 〜ワンダフルハーツ 乙女Gocoro〜（2007年1月） - バックダンサー
- 第一回 ハロー!プロジェクト新人公演 〜さるの刻〜／〜とりの刻〜（2007年5月13日、渋谷C.C.Lemonホール）
- 2007 ハロー!プロジェクト新人公演 8月 〜横浜で会いましょう〜（2007年8月26日、横浜BLITZ）
- 2007 ハロー!プロジェクト新人公演 11月 〜品川で会いましょう〜（2007年11月23日、品川ステラボール）
- 2008 ハロー!プロジェクト新人公演 3月 〜キラメキの横浜 〜（2008年3月29日、横浜BLITZ）
- 2008 ハロー!プロジェクト新人公演 6月 〜赤坂HOP!〜（2008年6月22日、赤坂BLITZ）
- 2008 ハロー!プロジェクト新人公演 9月 〜芝公園STEP!〜（2008年9月23日、メルパルクホール）
- 2008 ハロー!プロジェクト新人公演 11月 〜横浜JUMP!〜（2008年11月24日、横浜BLITZ）
- 2009 ハロー!プロジェクト新人公演 4月 〜横浜HOP!〜（2009年4月4日・5日、横浜BLITZ）
- 2009 ハロー!プロジェクト新人公演 6月 〜中野STEP!〜（2009年6月7日、中野サンプラザ）[5]
- 2009 ハロー!プロジェクト新人公演 9月 〜横浜JUMP!〜（2009年9月23日、横浜BLITZ）[6]
- 2009 ハロー!プロジェクト新人公演 11月 〜横浜FIRE!〜（2009年11月23日、横浜BLITZ）[7]
- 2010年ハロプロエッグ ノリメンLIVE 2月（2010年2月28日、山野ホール）[8]
- 2010 ハロー!プロジェクト新人公演 3月 〜横浜GOLD!〜（2010年3月27日、横浜BLITZ）[9]
- 2010 ハロー!プロジェクト新人公演 6月 〜横浜HOP!〜（2010年6月5日、横浜BLITZ）[10]

### イベント
- 時東ぁみ with ハロプロエッグ 絵本ステージ（2008年5月6日）[11]
- ハロプロエッグデリバリーステーション!05（2008年8月30日、サンストリート亀戸）
- ハロプロエッグ デリバリーステーション in 夏Sacas'09（2009年8月14日）[12]
- ハロプロエッグ ファンクラブ限定イベント（2010年6月29日、パシフィックヘブン）[13]